# 伊勢鈴蘭
伊勢鈴蘭（日语：／ Ise Reira，2004年1月19日—）日本北海道出身、為早安家族所屬團體ANGERME第七期成員，成員代表色為淺橙色。血型為A型。

## 個人簡歷

### 2018年
- 參加「ハロー!プロジェクト“ONLY YOU”オーディション」後合格加入ANGERME成為第七期成員。
- 合格通知是由當時的隊長和田彩花親自通知。
- 11月23日於橫濱國際平和會議場所舉辦的「アンジュルム 2018秋『電光石火』」演唱會中，首次公開露面。

### 2019年
- 4月10日，作為ANGERME新成員加入後的第一張單曲發售。

### 2021年
- 7月25日，因為出現喉嚨不適及微發燒的症狀，至醫院進行PCR檢測後結果為陽性，確認感染新型冠狀病毒。目前正依照醫療機關及保健所的指示，專注於治療與休養。

## 人物介紹
- 參加「ハロー!プロジェクト“ONLY YOU”オーディション」是因為姊姊擅自替她報名。
- 名字「れいら」是來自於艾瑞克·克萊普頓所演唱的歌曲Layla。
- 憧憬的成員為ANGERME前成員室田瑞希[1]。
- 興趣是寶塚鑑賞。從小就對寶塚充滿憧憬。特別是當時花組成員的明日海里奧。曾在雜誌訪談中提到自己原本的目標是加入寶塚。
- 在早安家族中最常在一起聊天的成員，大多是早安少女組。的羽賀朱音。

## 出演

### 廣播節目
- HELLO! DRIVE! -ハロドラ-（2017年10月 - 2019年6月、Radio NEO） - 星期五擔當

### 廣告
- ピザーラ よくばりクォーター「よくばり応援団・ダンス篇」「応援・シズル篇」（テレビCM、2019年3月）

## 相關團體
- ANGERME（2018年－）
- ハロプロ・オールスターズ（2019年）

## 外部連結
- 伊勢鈴蘭-HelloProject官方網站介紹（页面存档备份，存于）
- ANGERME新成員部落格（页面存档备份，存于）

1. ↑  室田瑞希已於2020年3月22日畢業https://www.nikkansports.com/entertainment/news/202003220000835.html （页面存档备份，存于）